# Latentdröm
Latentdröm, är enligt Sigmund Freuds drömteorier en dröm som man inte kan minnas efteråt.
En manifest dröm är däremot ett konkret minne eller konkreta händelser från en dröm.